# Dicrania moseri
Dicrania moseri är en skalbaggsart som beskrevs av Frey 1972. Dicrania moseri ingår i släktet Dicrania och familjen Melolonthidae. Inga underarter finns listade i Catalogue of Life.